# Beavis et Butt-head se font l'Univers
 (juillet 2022).
Si vous disposez d'ouvrages ou d'articles de référence ou si vous connaissez des sites web de qualité traitant du thème abordé ici, merci de compléter l'article en donnant les références utiles à sa vérifiabilité et en les liant à la section « Notes et références ».
Série
Beavis et Butt-Head se font l'Amérique
(1996)
Pour plus de détails, voir Fiche technique et Distribution.
Beavis et Butt-head se font l'Univers (Beavis and Butt-Head Do the Universe) est un film d'animation américain réalisé par Mike Judge, sorti en 2022 sur Paramount Plus.

## Fiche technique
- Titre original : Beavis and Butt-Head Do the Universe
- Titre français : Beavis et Butt-Head se font l'Univers
- Titre québécois
- Réalisation : Mike Judge
- Distribution : Paramount Pictures
- Pays de production :  États-Unis
- Langue : anglais
- Dates de sortie : 
  - États-Unis : 2022

## Distribution
Sauf indication contraire, les informations mentionnées dans cette section peuvent être confirmées par la base de données cinématographiques IMDb,  présente dans la section « Liens externes ».

### Voix originales
- Mike Judge : Beavis & Butt-Head, David Van Driessen et le principal McVicker
- Gary Cole : Mattison
- Nat Faxon : Jim Hartson
- Chi McBride : Metcalf et le juge
- Andrea Savage : Serena Ryan
- Susan Bennett : Siri
- Carlos Alazraqui : Valdivia
- Mary Birdsong : le reporter
- Greg Chun : le chauffeur de bus
- Ashley Gardner : Anita Ross
- Toby Huss : Todd Ianuzzi
- Brian Huskey : Richard Wack

### Voix françaises
- Alexis Tomassian : Beavis
- Léo Faure : Butt-Head
- Patrice Baudrier : Mattison
- Julien Meunier : Jim Hartson
- Frantz Confiac : Metcalf
- Angèle Humeau : Serena Ryan
- Valérie Nosrée : Siri
- Magali Rosenzweig : Anita Ross
- Paul Borne : le juge
- François Delaive, Baptiste Mège, Christine Lemler, Charlotte Daniel, Laurène Duval et Jérôme Pauwels : voix additionnelles